# Ippodromo delle Cascine
L'ippodromo delle Cascine (detto anche del Visarno) è un ippodromo situato a Firenze, immerso nel parco delle Cascine.

## Caratteristiche
Esistono due ippodromi nel parco delle cascine: uno per il trotto (a ovest) e uno per il galoppo (al centro - quello oggetto di questa voce).
L'ippodromo del galoppo ricopre un'area di 233 000 m² dei quali: 120 000 m² per le piste da corsa e da allenamento, 15 000 m² di scuderie, 12 000 m² per il pubblico, e il resto per attività varie.
L'ippodromo è composto da una pista da corsa in piano ovale con una lunghezza di 1961,60 metri ed una larghezza in dirittura d'arrivo di 19,50 metri. Oltre alla pista grande un sistema di intersezioni di curve consentono anche un percorso più breve: la pista media. All'interno di tale complesso, un tracciato ancor più breve, sempre in erba, costituisce la pista piccola.
Circa 25 anni fa esisteva anche una pista di steeple-chase a forma di otto per le corse in ostacoli, che si sviluppava per 1396,85 metri. È stata smantellata per far spazio ad un campo da polo. La pista da allenamento, all'interno della pista piccola, è in sabbia, lunga oltre 1350 metri. La struttura dispone di 15000 posti per il pubblico di cui 2200 a sedere.
Dal 2016 l'ippodromo del Visarno è divenuto anche sede operativa dell'Arciconfraternita di Parte Guelfa la quale gode del privilegio di rappresentare il Comune di Firenze per gli eventi di cerimoniale a cavallo come Cavalleria della Repubblica Fiorentina e del privilegio di eseguire servizi d'onore durante udienze e ricevimenti dell'Arcidiocesi fiorentina.

## Visarno Arena
A partire dall'estate 2015 l'ippodromo viene utilizzato come arena ospitante eventi e concerti di molti importanti artisti nazionali ed internazionali, fra cui: Vasco Rossi,  David Gilmour,  Red Hot Chili Peppers, Massive Attack, Einstürzende Neubauten, Sting, Duran Duran, Max Pezzali, Litfiba, Guns N' Roses. Nel 2017 vi si è tenuta la prima edizione del festival Firenze Rocks.